# St. Augustin (Coburg)

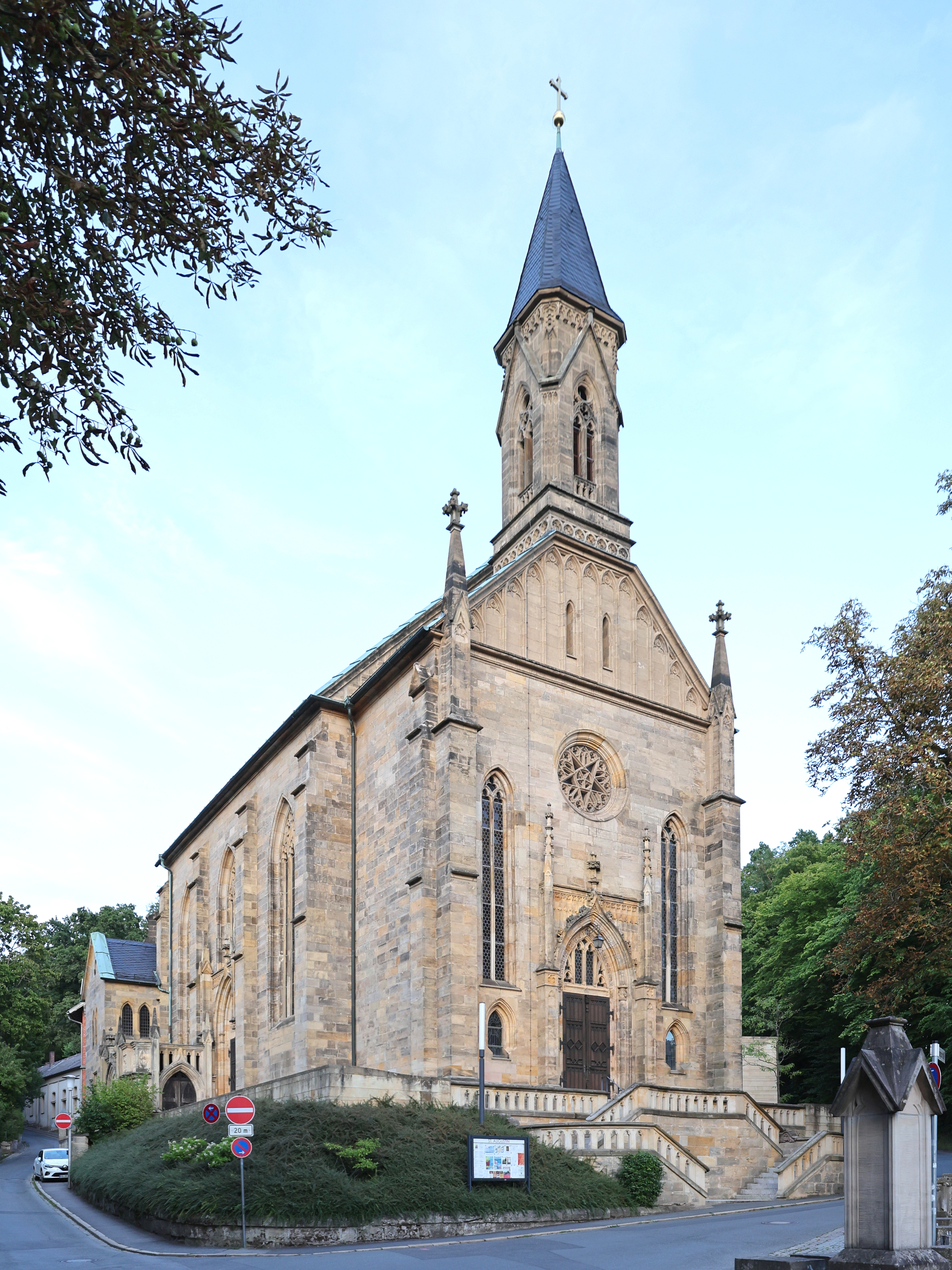
St. Augustin Coburg

Die römisch-katholische Stadtpfarrkirche St. Augustin steht in Coburg am Fuß des Festungsberges.

## Geschichte
1353 erbte Markgraf Friedrich III. von Meißen und somit das Haus Wettin von dem Henneberger Grafen Heinrich die Herrschaft Coburg (Pflege Coburg). Im späteren Land der Ernestiner wurde 1524 die Reformation durch den Pfarrer Balthasar Düring eingeführt und 1528 fand die letzte katholische Messe in der Siechenkapelle statt.
Katholiken zogen spätestens im 18. Jahrhundert wieder in die Stadt, sie feierten am 25. März 1802 ihren ersten Gottesdienst in einem Zimmer in der Ketschengasse 1. 1806 überließ Herzog Ernst I. von Sachsen-Coburg und Gotha der kleinen römisch-katholischen Gemeinde die Nikolauskapelle zur Nutzung. Unter der Protektion des Prinzen August von Sachsen-Coburg-Koháry begann 1851 ein Komitee mit der Vorplanung einer eigenen Kirche für die auf rund 600 Mitglieder gewachsene Gemeinde. Im ersten Kostenvoranschlag wurde eine Bausumme von 31.678 Gulden ermittelt. 1854 begannen die Bauarbeiten, zuerst auf einem vom Herzog Ernst II. zur Verfügung gestellten Grundstück in der Allee 1. Doch dort erwies sich der Baugrund wegen des in geringer Tiefe anstehenden Grundwassers als ungeeignet, so dass nach längerer Suche ein für 2.333 Gulden erworbenes Grundstück am Fuß des Festungsberges als Bauort gewählt wurde. Am 13. September 1855 war die Grundsteinlegung. Die veranschlagten Baukosten betrugen 34.330 Gulden. Zu Ehren des Prinzen August aus der katholischen Linie des Hauses Sachsen-Coburg und Gotha, der den Bau finanziell unterstützte, wurde am Todestag des Schutzheiligen Augustinus von Hippo, dem 28. August 1860, St. Augustin vom Bamberger Erzbischof Michael von Deinlein geweiht. Die endgültigen Baukosten betrugen 83.791 Gulden. Prinz August und seine Familie hatten 34.500 Gulden gestiftet, über 15.000 Gulden kamen von dem Ludwigs-Missionsverein und über 10.000 Gulden steuerten europäische Fürstenhäuser bei.
Zwischen 1960 und 1965 erfolgte eine umfassende Renovierung und Neugestaltung des Innenraums entsprechend den Vorgaben des II. Vatikanischen Konzils. Unter anderem wurden die neugotischen Seitenaltäre und der Hauptaltar entfernt. Der Schweinfurter Bildhauer Heinrich Söller schuf einen vergoldeten Kruzifixus über der Mensa aus rot-weißem Marmor sowie vergoldete, überschlanke Figuren der Muttergottes mit Kind und des heiligen Augustinus über den beiden Seitenaltären.
Zwischen 2014 und 2016 ließ die Gemeinde eine Generalsanierung mit 5,3 Millionen Euro Baukosten durchführen. Dabei wurden unter anderem ein Ersatzanbau mit einer Werktagskapelle errichtet und der Kircheninnenraum neu gefasst. Die markanten Figuren von Söller wurden unter die Empore versetzt. Im Jahr 2015 bewilligte die Deutsche Stiftung Denkmalschutz 50.000 Euro für die Restaurierung der Gruftanlage der Kirche.

## Architektur

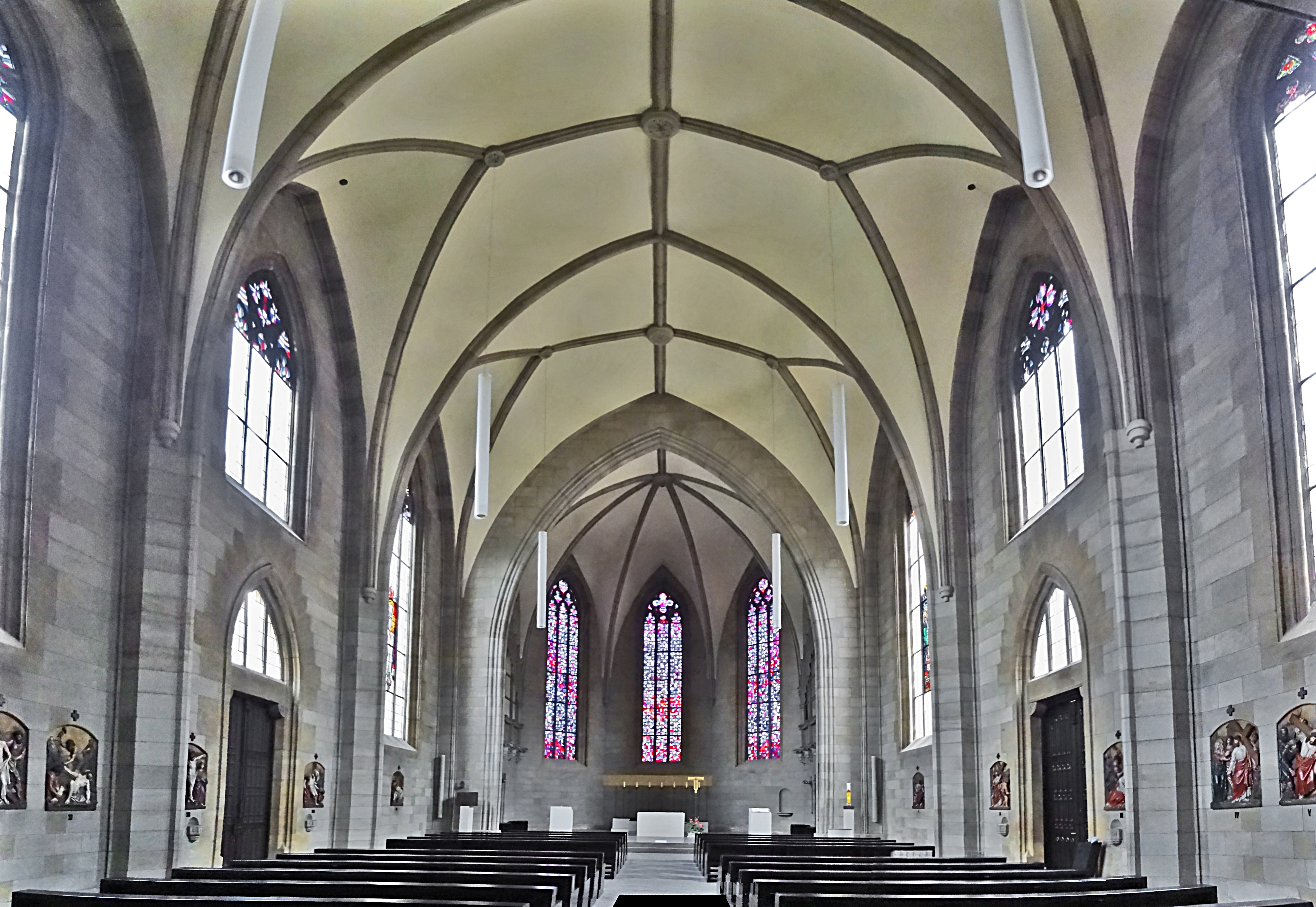
Innenansicht

Das Gotteshaus wurde auf Wunsch des Herzogs im neugotischen Stil von 1855 bis 1860 nach Plänen des Architekten und herzoglichen Baurats Vincenz Fischer-Birnbaum stadtbildprägend im unteren Bereich des Festungsberges, in erhöhter Lage oberhalb der Allee, errichtet. Am Wandpfeiler-Saalbau mit leicht eingezogenem Chor befinden sich zwischen Chor und Langhaus doppelstöckige Anbauten für Oratorien und Sakristei. Die Kirche besitzt einen Dachreiter, eine neugotische Freitreppe sowie eine Krypta, die 1885 unter Leitung von Georg Konrad Rothbart erweitert wurde.
Die doppelläufige, geschwungene Freitreppe vor dem westlichen Giebel ist mit neugotischen Balustraden umrahmt. Über dem Kielbogenportal befinden sich eine Mauerwerksrose und der Dachreiter. Flankiert wird das Portal von schmalen, zweibahnigen Lanzettfenstern. Strebepfeiler mit Fialenaufsätzen schließen die Giebelfassade beidseitig ab. Die beiden Seitenportale sind gleichermaßen gegliedert.
Ein Rippengewölbe überspannt pfeilerlos den Kirchenraum. Der nur leicht eingezogene Chor hat drei Fenster und beidseitige Oratorien, die aufwändig gestaltet sind. Die Empore ragt, auf zwei Steinpfeilern liegend, segmentbogig vor und nimmt den Orgelprospekt in einer dreiteiligen Spitzbogenarkade auf.

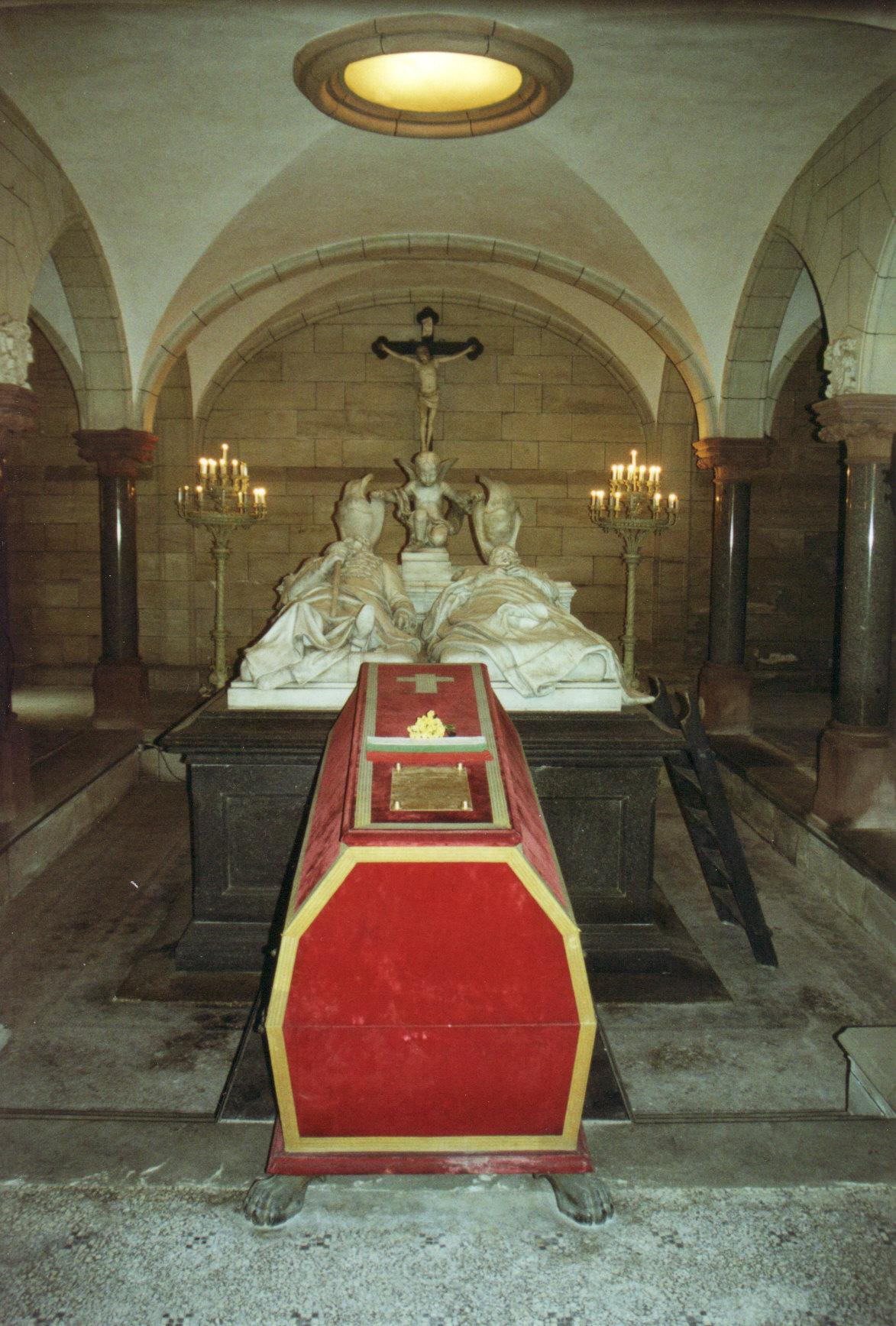
Sarg Ferdinands und Sarkophage seiner Eltern

## Koháry-Gruft
In der von Rothbart gestalteten Krypta unter der Kirche, einem dreischiffigen Hallenraum mit einer zentral gelegenen Kapelle und beidseitigen Räumen, befindet sich die Grablege der katholischen Linie des Coburger Herzogshauses, die sogenannte Kohárygruft. Dort sind 14 Mitglieder des Hauses beigesetzt. In Sarkophagen ruh(t)en in der rechten Krypta Prinz August und seine Frau Prinzessin Clementine d’Orleans und bis Ende Mai 2024 deren Sohn Ferdinand, bulgarischer Zar. Ferdinand wurde in Erfüllung seines letzten Willens nach 76 Jahren in sein Heimatland überführt und in der Krypta des Vrana-Palasts beigesetzt. In der linken Krypta liegen der Sohn Ludwig August mit seiner Gattin Leopoldina sowie ihre Söhne Peter August, Joseph Ferdinand und August Leopold mit seinem Sohn August Clemens. Außerdem ruhen in der linken Gruft Ferdinand Philipp sowie dessen Sohn Leopold Clemens. Unter der linken Krypta ruhen Dorothea Marie, Ludwig Gaston mit seiner zweiten Gattin Maria Anna von und zu Trauttmansdorff-Weinsberg. Ebenso hier bestattet ist Maria Karolin, Tochter von August Leopold, 1941 auf Schloss Hartheim ermordet.

## Orgel
Die erste Orgel baute 1860 der Nürnberger Orgelbauer Augustin Bittner mit zwei Manualen und 18 Registern für 2100 Gulden. 1939 wurde die Orgel mit zehn neuen Registern ergänzt, auf Membranladen mit elektropneumatischer Traktur umgebaut und umdisponiert. Weitere Umbauten erfolgten 1969 mit einem neuen Freipfeifenprospekt und 1981 mit einem neuen elektrischen Spieltisch.
2007 errichtete die Orgelbaufirma Johannes Rohlf (Neubulach / Calw) einen Orgelneubau, der 2016 um zwei Register erweitert wurde. Das rein mechanische Instrument hat 23 Register auf drei Manualen und Pedal.

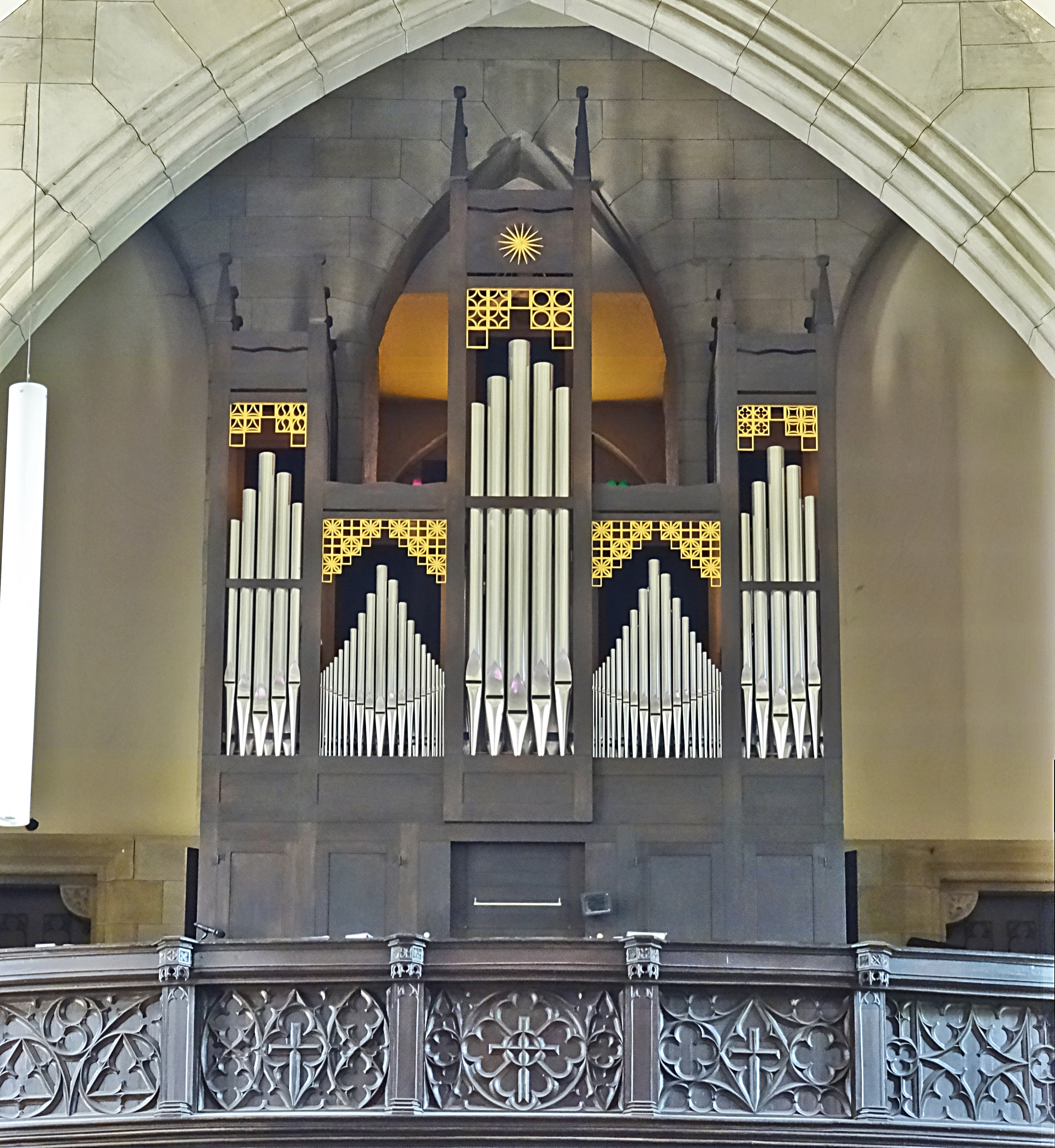
Rohlf-Orgel

| I Unterwerk C–g3 |             |        |
| 1.               | Koppelflöte | 8′     |
| 2.               | Salicional  | 8′     |
| 3.               | Flöte       | 4′     |
| 4.               | Nasat       | 2 ⁄3′  |
| 5.               | Hohlflöte   | 2′     |
| 6.               | Terz        | 1 3⁄5′ |
| 7.               | Ripieno II  | 1 ⁄3′  |
| 8.               | Krummhorn 0 | 8′     |

| II Hauptwerk C–g3 |            |     |
| 09.               | Bordun     | 16′ |
| 10.               | Principal  | 08′ |
| 11.               | Rohrflöte  | 08′ |
| 12.               | Octave     | 04′ |
| 13.               | Holzflöte  | 04′ |
| 14.               | Octave     | 02′ |
| 15.               | Mixtur III | 02′ |
| 16.               | Trompete   | 08′ |

| III Baßwerk C–g3 |           |     |
| 17.              | Subbaß    | 16′ |
| 18.              | Flöte     | 08′ |
| 19.              | Octave    | 04′ |
| 20.              | Waldflöte | 02′ |
| 21.              | Fagott    | 16′ |

| Pedal C–f1 |            |     |
| 22.        | Contrabaß  | 16′ |
| 23.        | Gedecktbaß | 08′ |

- Koppeln:
  - Manualkoppeln: I/II, III/II
  - Pedalkoppeln: I/P, II/P, III/P

## Pfarrei
1826 wurde die Pfarrei aus dem Bistum Würzburg in das Erzbistum Bamberg eingegliedert. Nach dem Zweiten Weltkrieg wuchs die Zahl der Gemeindemitglieder wegen des Zuzugs vieler Flüchtlinge stark an, so dass unter anderem 1965 der Norden Coburgs mit St. Marien eine eigene Pfarrei bekam. Im Jahr 2003 gab es im Gebiet der Pfarrei St. Augustin rund 8300 Katholiken, 2015 waren es rund 6500 Gläubige. Heute gehören zur Pfarrgemeinde die Filialkirchen St. Josef in Coburg, St. Elisabeth in Creidlitz und Christkönig in Untersiemau. St. Augustin ist die Mutterkirche des Dekanats Coburg.